# دوزآغاچ (کوزان)
دوزآغاچ (به ترکی استانبولی: Düzağaç) یک منطقهٔ مسکونی در ترکیه است که در قوزان (ترکیه) واقع شده‌است.